# Penstemon saxosorum
Penstemon saxosorum är en grobladsväxtart som beskrevs av Francis Whittier Pennell. Penstemon saxosorum ingår i släktet penstemoner, och familjen grobladsväxter. Inga underarter finns listade i Catalogue of Life.